# Göncz Lajos (pszichológus)
Göncz Lajos (Zenta, 1944. november 4. –) vajdasági magyar pszichológus, tanár. Fő érdeklődési köre a két- és többnyelvűség, kisebbségkutatás, fejlődéslélektan, neveléslélektan, beszédfejlődés, pszicholingvisztika.

## Életpálya

### Tanulmányok
Középiskolai tanulmányait 1958 és 1962 között Zentán végezte, majd 1968-ban szerzett diplomát a Zágrábi Egyetem pszichológia szakán. 1976-ban a Belgrádi Egyetemen magiszteri, majd doktori fokozatot (1980) szerzett.

### Tanulmányutak
- McGill Egyetem
- The Ontario Institue for Studies in Education kutatói intézete
- Quebeci Laval Egyetem
- Esseni Egyetem Kétnyelvűségkutató Intézete
- Magyar Tudományos Akadémia Nyelvtudományi Intézete

### Munkahelyek
- 1968-1970: középiskolai tanár
- 1971-1971: gyakorló pszichológus
- 1973-tól az Újvidéki Egyetem Pszichológia Tanszékén tanársegéd, majd docens, 1992-től pedig egyetemi rendes tanár.
- 1993 és 1995 között vendégelőadó a szegedi József Attila Tudományegyetemen, majd Újvidéken tanszékvezető egyetemi tanár.
- 2001-től a Pécsi Tudományegyetem, majd 2002-től a Pannon Egyetem oktatója.

### Elismerések, tagságok
- A Magyar Tudományos Akadémia határon túli köztestületi tagja.
- 2012-ben a Vajdasági Művelődési Intézet a multikulturalizmus és az interkulturalizmus terén kifejtett művelődési tevékenységéért éremben részesítette.

## Publikációk
Göncz Lajos több monográfia és nagyszámú tudományos dolgozat szerzője (magyar, szerb, angol és német nyelven), illetve már több mint 40 pszichológiai és nyelvészeti kongresszuson számolt be kutatási eredményeiről.
Ezekből ízelítő:
- Göncz Lajos (1985). A kétnyelvűség pszichológiája: A magyar–szerbhorvát kétnyelvűség lélektani vizsgálata, Fórum Könyvkiadó, Újvidék
- Göncz Lajos (1988).  A research study of the relation between early bilingualism and cognitive development. Psychologische Beiträge
- Göncz Lajos―Kodžopeljić, Jasmina (1991) Exposure to two languages in the preschool period, metalinguistic development and the acquisition of reading. Journal of Multilingual and Multicultural Development
- Göncz Lajos (1993). A tannyelv hatása a tanulók személyiségfejlesztésére többnyelvű környezetben. Budapest (a 6. Élőnyelvi Konferencián elhangzott anyag).
- Göncz Lajos (1999). A magyar nyelv Jugoszláviában (Vajdaságban). Budapest-Újvidék: Osiris Kiadó-Forum Könyvkiadó-MTA Kisebbségkutató Műhely.
- Göncz Lajos (2000) A vajdasági magyarság területi és nemzeti kötődése. In: Borbély Anna (szerk.): Nyelvek és kultúrák érintkezése a Kárpát-medencében. Budapest: MTA Nyelvtudományi Intézete.
- Göncz Lajos (2001). Matematikai statisztika pszichológiai, nyelvészeti és biológiai alkalmazásokkal – Vargha András könyvéről. Pszichológia, 4, 409-414.
- Göncz Lajos (2001). Az egyes és a többes szám használata Kárpát-medencei magyar beszélőközösségeknél. Pszichológia, 4, 371-398.
- Göncz Lajos (2003). Kisebbségi nyelvi jogok a Jugoszláv Szövetségi Köztársaságban – a pszichológus szemével. A szerbiai magyarság nyelvhasználati jogai. In Szarka László – Nádor Orsolya (szerk.): Nyelvi jogok, kisebbségek, nyelvpolitika, Kelet-Közép-Európában. Budapest, 2003, Akadémiai Kiadó.
- Göncz Lajos (2003). Sprachliche Rechte der Minderheiten in de Föderativen Republik Jugoslawien mit dem Auge eines Psychologen, ln: Glatz, Ferenc, ed. Die Sprache und die kleinen Nationen Europas, Budapest: Europa Institut, pp. 117–132
- Göncz Lajos (2004). A vajdasági magyarság kétnyelvűsége - nyelvpszichológiai vonatkozások. Magyarságkutató Tudományos Társaság, Szabadka
- Göncz Lajos (2005). A kétnyelvűség pszichológiája., In: Lanstyák István és Vančone-Kremmer Ildikó, szerk. Nyelvészetről-Változatosan, Dunaszerdahely: Gramma., pp. 32–76
- Göncz Lajos (2005). Tannyelvválasztás a kisebbségi régiókban: Útmutató a kisebbségi helyzetű szülőknek és a pedagógusoknak. Új Kép, 2005. április, 5–8. p.
- Göncz Lajos (2007). Novija istraživanja pedagoško-psiholoških aspekata dvojezičnosti u Vojvodini. Posledice promene nastavnog jezika na školsko postignuće i moguća objašnjenja (A kétnyelvűség pedagógiai-pszichológiai vonatkozásainak újabb kutatásai a Vajdaságban. A tannyelvcsere következményei az iskolai eredményességre és a lehetséges magyarázatok., In: Szalma, J. (ed.): Jezik, obrazovanje, nauka, kultura, zaštita ljudskih i manjinskih prava u Vojvodini i zemljama u tranziciji. Zbornik radova VANU, Novi Sad: Vojvođanska akademija nauka i umetnosti/Vajdasági Tudományos és Művészeti Akadémia., pp. 109–127
- Göncz Lajos (2008). The Language Situation of the Hungarian Minorities Outside Hungary (with Special Respect and Empirical Evidence to Hungarian Indigenous Minorities), In: Renoud, Patrick (ed.) Temps, Espaces, Languages, Tome I, Cahiers d’Études Hongroises 14. Paris: L’ Harmattan, 2008, 87-99., In: Renoud, Patrick (ed.) Temps, Espaces, Languages, Tome I, Cahiers d’Études Hongroises 14. Paris: L’ Harmattan,, pp. 87–99